# Sunrise Festival
Sunrise Festival, dawniej Sunrise with Ekwador – impreza masowa w Polsce z muzyką elektroniczną, organizowana co roku w Lipcu przez MDT Agency. W latach 2003–2012 impreza prezentowała przede wszystkim takie gatunki muzyczne jak house, trance, techno, electro. Od 2013 roku festiwal zmienił profil muzyczny skupiając się przede wszystkim na nurcie big room / trance i w takiej formule funkcjonuje do dziś. Głównym pomysłodawcą imprezy był DJ Kris. Do 2018 roku festiwal odbywał się w kołobrzeskim amfiteatrze. Od 2019 roku impreza organizowana jest w Kołobrzegu na terenie byłego Lotniska Kołobrzeg-Bagicz w dzielnicy Podczele. W 2020 roku z powodu pandemii koronawirusa festiwal odbył się bez udziału publiczności - w formie transmisji poprzez radio RMF Maxxx i streamu internetowego.

## Historia
Początki idei Sunrise Festival sięgają roku 1999, kiedy DJ Kris w ramach obchodzenia swoich imienin (25 lipca) organizował imprezy w Mieleńskim klubie Miami Nice. Z roku na rok (do 2002) imprezy te cieszyły się coraz większą popularnością. Z racji małej kubatury klubu impreza została przeniesiona w 2003 roku do kołobrzeskiego amfiteatru. Imieniny Krisa, czy też Cztery dni śmierci – bo taką nazwę nadali tej imprezie jej uczestnicy – ewoluowały do Sunrise with Ekwador. Głównym organizatorem był Klub Ekwador Manieczki.
Impreza ta była prekursorem tego typu wydarzeń na polskiej scenie muzycznej. Po raz pierwszy został zrealizowany profesjonalny materiał filmowy, uwieczniający przebieg imprezy wraz z występującymi na niej DJ-ami. To ogromne wydarzenie odbiło się wielkim echem w całej Polsce, co pozytywnie wpłynęło na zainteresowanie imprezą w 2004 roku. Jednakże podczas tej właśnie edycji Sunrise with Ekwador pojawiły się pewne problemy. Bardzo duża frekwencja nie pozwoliła wielu chętnym na wzięcie udziału w tym wydarzeniu. Impreza odbyła się jednak bez większych problemów, o czym świadczy popularność kolejnych edycji.
Kolejny przełom w historii Sunrise Festival nastąpił w roku 2004, po rezygnacji DJ Krisa ze stanowiska Exclusive Residenta w klubie Ekwador Manieczki. W związku z tym w 2005 roku odbyły się dwie imprezy. Klub Ekwador Manieczki zorganizował Sunrise with Ekwador na plaży w Pustkowie koło Rewala, natomiast MDT Agency zorganizowała Sunrise Festival w kołobrzeskim amfiteatrze. Od 2006 roku jest organizowany tylko Sunrise Festival, który stał się tym samym jedynym spadkobiercą tradycji tej imprezy.
Edycja z roku 2008 ukazała bardzo wysoki poziom organizacji imprez organizowanych przez Polaków, nazywana w kręgach klubowiczów jako najlepszy event jaki odbył się w Polsce. Do jej realizacji został użyty największy ekran diodowy w Europie. Edycja Sunrise Festival 2008 charakteryzowała się świetnie zaprojektowanymi wizualizacjami, mnogością efektów specjalnych oraz bardzo dobrym zbiorem artystów.
Z piątku na sobotę, 25 lipca, zagrali:
- Armin van Buuren
- James Zabiela
- Tocadisco
- Alexander Koning
- Andy Moor
- John Aquaviva
- Dan Diamond
- Olivier Moldan
- W
- Cez Are Kane
- Markus Schulz
- Rank 1 – Live Act
- Cosmic Gate
- Menno de Jong
- Remy
- Blake Jarrell
- Sound Players
- Krzysztof Chochlow

a w sobotę, 26 lipca pojawili się:
- Tiesto
- Pete Tong
- Danny Howells
- Marc van Linden
- David Amo and Julio Navas
- Simon & Shaker
- Dave Robertson
- Mason
- Toxic Noiz
- Neevald
- Adam Sheridan
- Lange
- DT8 Project
- Tom Colontonio
- Barry Connell
- David Forbes
- Jay Bae
- Fafaq

Podczas niedzielnego Afterparty, 27 lipca, zagrali:
- David Moreno
- Mar-T
- Ian Carey
- Miqro
- Xirus
- Maxx
- Bartes
- Damuz

Bezpośrednią transmisje na żywo z Sunrise Festival 2008 przeprowadziło radio RMF Maxxx. Edycję Sunrise Festival 2009 oraz 2010 transmitowało radio Planeta FM, w 2011 i 2012 roku główny patronat nad eventem objęło radio ESKA.
Edycja 2012 była wydarzeniem wyjątkowym, gdyż okazji z obchodów 10 edycji Sunrise Festival impreza – jako jedyna w Polsce – trwała symboliczne 10 dni, od 20 do 28 lipca. Liczbę bawiących się podczas tego wydarzenia osób szacuje się na ok. 70 tys.
Rozpoczęciu eventu, emitowanego na żywo w TVP2, towarzyszyła kolejna duża impreza – Eska Music Awards, po zakończeniu której wystąpiła Sophie Ellis-Bextor z zespołem.
21 lipca na scenach Amfiteatru oraz parkingu zabrzmiały klubowe dźwięki, a najważniejszą gwiazdą tej nocy był Paul van Dyk. Ponadto podczas tej sobotniej nocy wystąpili:
- Ferry Corsten
- Rank 1
- Westbam
- Moguai
- TomCraft
- Giuseppe Ottaviani
- Robbie Rivera
- 4 Strings
- Erwin Spitsbaard
- Kris
- Miqro
- W
- Toxic Noiz
- Radi S.
- Tommy (Breakeat Propaganda)
- Dj Gregory

Na następny dzień, 22 lipca, już od godzin porannych na kołobrzeskiej plaży bawić się można było podczas jedynego takiego Afterparty w Polsce, organizowanego regularnie od kilku edycji podczas Sunrise Festival, a artyści którzy wystąpili, to:
- Miqro
- Milkwish
- Jay Bae
- Eddie D.
- Neevald
- Bartes
- Malvee
- Glasse
- Ricardo
- Loui & Scibi
- Matthew Clark, Creamer
- wocal – Chappell
- wocal – MC Jacob A
- saksofon – PESOS

Dni od 23 do 25 lipca upłynęły pod znakiem mody, czyli Sunrise Fashion Festival. W tym czasie organizatorzy zapraszali od rana na program przygotowany przez trenerów fitness, na co dzień dbających o sylwetki gwiazd oraz na atrakcje taneczne, przygotowane przez polskich instruktorów tańca. Na terenie Regionalnego Centrum Kultury w Kołobrzegu odbyły się liczne warsztaty (m.in. kostiumograficzne, szycia, projektowania oraz rysunku), prezentacje najnowszych trendów w modzie oraz makijażu, wymiana ubran, szkolenia fryzjerskie, prezentacje młodych projektantów, ręcznie robionej biżuterii oraz wiele innych atrakcji.
Wieczory przeznaczone były na ekskluzywne pokazy najpopularniejszych projektantów, w tym Macieja Zienia oraz duetu Paprocki & Brzozowski. Każdy z tych trzech dni poświęconych modzie zakończony był imprezą w kołobrzeskich klubach.
26 lipca Sunrise Festival, z myślą o starszych – ale nie tylko – fanach muzyki rozrywkowej, postanowił cofnąć się muzycznie w czasie. Podczas tak zwanej Disco Fever, prowadzonej przez samego Marka Sierockiego, można było usłyszeć i zobaczyć takie gwiazdy jak Sandra, Rubettes feat. Alan Williams, Limahl, Sabrina, Savage, Ryan Paris, Ken Laszlo i Fred Ventura.
27 oraz 28 lipca ponownie zawitała muzyka klubowa. Z piątku na sobotę zagrały takie zagraniczne gwiazdy jak:
- Dash Berlin
- Sander van Doorn
- Gareth Emery
- Chuckie
- Bingo Players
- Mat Zo
- Michael Woods
- Dimitri Vegas & Like Mike
- Allure
- Stoneface & Terminal
- Wezz Devall

a w ostatnią noc, z soboty na niedzielę, można było usłyszeć takich DJ-ów jak:
- David Guetta
- Armin van Buuren
- Fedde le Grand
- Deniz Koyu
- Jochen Miller
- Chris Lake
- Ashley Wallbridge
- Wally Lopez
- Belocca
- Arnej
- Jordy Dazz

W roku 2013 impreza powróciła do formy trzydniowej i odbyła się w dniach od 26 do 28 lipca. Patronat medialny, tak jak w roku 2008, ponownie objęło RMF Maxxx.
Edycja 2018 była ostatnią odbywającą się w się w kołobrzeskim amfiteatrze. W roku 2019 organizatorzy podpisali z miastem Kołobrzeg trzyletnią umowę, na mocy której festiwal został przeniesiony na byłe lotnisko (Kołobrzeg-Bagicz). Teren imprezy powiększył się kilkukrotnie, co pozwoliło wybudować organizatorom aż do 5 potężnych scen (Black, Blue, Red, Silver i White), na których zagrało blisko 100 artystów z Polski i zagranicy reprezentujących niemal wszystkie gatunki muzyki elektronicznej (EDM).
Od roku 2019 w ofercie festiwalowej znajduje się miasteczko SunCity. Jest to oficjalna strefa mieszkalna dla uczestników festiwalu. W ofercie znajdują się 3 rodzaje noclegów: basic (z własnym namiotem), standard (przygotowany do zamieszkania standardowy namiot) oraz premium (wieloosobowy, umeblowany i wyposażony namiot w stylu tipi). W miasteczku SunCity uczestnicy mogą również znaleźć sanitariaty, wiele stref gastronomicznych, relaksu, odpoczynku i zabawy. Tylko mieszkańcy miasteczka mogą wziąć udział w oficjalnym pre-party Sunrise Festival, które odbywa się dzień przed startem całego eventu.
W 2020 roku impreza została anulowana z powodu pandemii COVID-19. W dniach 24–26 lipca w Podczelu zorganizowano internetową edycję festiwalu bez udziału publiczności. W wydarzeniu udział wzięli głównie polscy DJ-e, występujący podczas poprzednich edycji. Za pośrednictwem Facebooka można było obejrzeć i posłuchać całą imprezę. Równolegle radio RMF Maxxx prowadziło transmisję z festiwalu.